# Elsie Widdowson
Elsie Widdowson (ur. 21 października 1907 w Londynie, zm. 14 czerwca 2000) – angielska chemiczka i dietetyczka.

## Życiorys
Kształciła się w Sydenham School, następnie ukończyła studia chemiczne na Imperial College London w 1928 roku, trzy lata później obroniła doktorat na tej samej uczelni. Pracowała w zawodzie chemiczki, na polu naukowym współpracowała z Robertem McCancem, kierując programem racjonowania żywności w Wielkiej Brytanii podczas trwania II wojny światowej.
W latach 1972–1988 pracowała w Addenbrooke's Hospital w Cambridge. Pełniła jednocześnie funkcję prezesa Nutrition Society (1977–1980), Neonatal Society (1978–1981) oraz British Nutrition Foundation (1986–1996). W 1976 roku została członkinią Royal Society.

## Odznaczenia[5]
- Order Imperium Brytyjskiego III klasy (1979)
- Order Towarzyszy Honoru (1993)